# إدواردو هنريكس
إدواردو هنريكس (بالبرتغالية: Eduardo Henriques‏) هو منافس ألعاب قوى برتغالي، ولد في 24 مارس 1968 في Alenquer, Portugal ‏ في البرتغال.

## وصلات خارجية
- إدواردو هنريكس على موقع الاتحاد الدولي لألعاب القوى (الإنجليزية)
- إدواردو هنريكس على موقع الاتحاد الأوروبي لألعاب القوى (الإنجليزية)
- إدواردو هنريكس على موقع رابطة إحصائيات سباق الطريق (الإنجليزية)
- إدواردو هنريكس على موقع أوليمبيديا (الإنجليزية)